# فسفر پنتاکلرید
پنتاکلرید فسفر (به انگلیسی: Phosphorus pentachloride) با فرمول شیمیایی PCl۵ یک ترکیب شیمیایی با شناسه پاب‌کم ۲۴۸۱۹ است. که جرم مولی آن 208.24 g/mol می‌باشد. شکل ظاهری این ترکیب، بلورهای بی‌رنگ است.